# Collège français bilingue de Londres
 (avril 2018).
Le Collège français bilingue de Londres (CFBL) est un établissement scolaire français à l'étranger créé en 2011 à Londres, dans le quartier de Kentish Town. 
Il accueille les élèves de la maternelle à la 3e en suivant les programmes scolaires français. 

## Histoire
Le collège est créé pour pallier le manque de places du lycée français Charles-de-Gaulle, sur une initiative de l’ambassadeur de France, Maurice Gourdault-Montagne, sous la responsabilités des conseillers culturels Laurence Auer et Michel Monsauret.
Le collège s'établit d'abord à Kingsway College, Camden Town. Une association à but non lucratif, le French Education Property Trust (FEPT) acquiert le site avec l’aide d'une garantie d’État accordée en avril 2010.

## Localisation
Le collège se situe à Kentish Town, dans le quartier de Camden Town, au nord-ouest de Londres, à proximité de la gare King’s Cross - St-Pancras. La station de métro la plus proche étant Kentish Town Station.